# 勝山インターチェンジ (岐阜県)
勝山インターチェンジ（かつやまインターチェンジ）は、岐阜県加茂郡坂祝町勝山にあるインターチェンジである。
国道21号坂祝バイパスと岐阜県道346号富加坂祝線、岐阜県道367号勝山山田線が接続する。

## 概要
2009年（平成21年）3月20日、坂祝バイパスの部分開通（鵜沼IC - 勝山IC）時に、岐阜方面への出入口のみのハーフインターチェンジとして開設。2016年（平成28年）3月26日、坂祝バイパス全面開通により形状が変更され、岐阜方面、美濃加茂方面のいずれにも入ることが可能となった。

## 周辺
- 猿啄城跡
- 中日本自動車短期大学
- 坂祝町立坂祝中学校